# Wasmanniella aptera
Wasmanniella aptera är en tvåvingeart som beskrevs av Jean-Jacques Kieffer 1898. Wasmanniella aptera ingår i släktet Wasmanniella och familjen gallmyggor.
Artens utbredningsområde är Frankrike. Inga underarter finns listade i Catalogue of Life.